# Флоріан Ає
Флоріан Ає (фр. Florian Ayé, нар. 19 січня 1997, Париж) — французький футболіст, нападник швейцарського клубу «Серветт». Виступав також за клуби «Осер» та «Брешія».

## Клубна кар'єра
Народився 19 січня 1997 року в місті Париж. У дорослому футболі дебютував 2014 року виступами за команду «Осер 2», в якій провів чотири сезони, взявши участь у 48 матчах чемпіонату. З 2015 року став грати і за першу команду, і відіграв за команду з Осера наступні три сезони своєї ігрової кар'єри.
Протягом 2018—2019 років захищав кольори клубу «Клермон», після чого у 2019 році уклав контракт з італійською «Брешією», у складі якого провів наступні чотири роки своєї кар'єри гравця. Більшість часу, проведеного у складі «Брешії», був основним гравцем атакувальної ланки команди.
Протягом 2023—2025 років знову захищав кольори клубу «Осер».
До складу клубу «Серветт» приєднався 2025 року.

## Виступи за збірні
У 2012 році дебютував у складі юнацької збірної Франції (U-16), загалом на юнацькому рівні взяв участь у 25 іграх, відзначившись 7 забитими голами.

## Статистика виступів

### Статистика клубних виступів
| Сезон              | Команда            | Чемпіонат          | Чемпіонат | Чемпіонат | Національний кубок | Національний кубок | Національний кубок | Континентальні кубки | Континентальні кубки | Континентальні кубки | Інші змагання | Інші змагання | Інші змагання | Усього | Усього |
| Сезон              | Команда            | Ліга               | Ігор      | Голів     | Ліга               | Ігор               | Голів              | Ліга                 | Ігор                 | Голів                | Ліга          | Ігор          | Голів         | Ігор   | Голів  |
| ------------------ | ------------------ | ------------------ | --------- | --------- | ------------------ | ------------------ | ------------------ | -------------------- | -------------------- | -------------------- | ------------- | ------------- | ------------- | ------ | ------ |
| 2014–15            | «Осер 2»           | АЧФ2               | 9         | 2         | -                  | -                  | -                  | -                    | -                    | -                    | -             | -             | -             | 9      | 2      |
| 2015–16            | «Осер 2»           | АЧФ                | 17        | 4         | -                  | -                  | -                  | -                    | -                    | -                    | -             | -             | -             | 17     | 4      |
| 2016–17            | «Осер 2»           | АЧФ                | 14        | 11        | -                  | -                  | -                  | -                    | -                    | -                    | -             | -             | -             | 14     | 11     |
| 2017–18            | «Осер 2»           | Н3                 | 8         | 5         | -                  | -                  | -                  | -                    | -                    | -                    | -             | -             | -             | 8      | 5      |
| Усього за «Осер 2» | Усього за «Осер 2» | Усього за «Осер 2» | 48        | 22        |                    | -                  | -                  |                      | -                    | -                    |               | -             | -             | 48     | 22     |
| 2015–16            | «Осер»             | Л2                 | 8         | 1         | КФ+КЛ              | 0+1                | 0                  | -                    | -                    | -                    | -             | -             | -             | 9      | 1      |
| 2016–17            | «Осер»             | Л2                 | 20        | 0         | КФ+КЛ              | 2+2                | 0                  | -                    | -                    | -                    | -             | -             | -             | 24     | 0      |
| 2017–18            | «Осер»             | Л2                 | 20        | 2         | КФ+КЛ              | 4+1                | 2+1                | -                    | -                    | -                    | -             | -             | -             | 25     | 5      |
| 2018–19            | «Клермон»          | Л2                 | 38        | 18        | КФ+КЛ              | 3+0                | 1+0                | -                    | -                    | -                    | -             | -             | -             | 41     | 19     |
| 2019–20            | «Брешія»           | A                  | 22        | 0         | КІ                 | 1                  | 0                  | -                    | -                    | -                    | -             | -             | -             | 23     | 0      |
| 2020–21            | «Брешія»           | B                  | 37+1      | 16+0      | КІ                 | 1                  | 1                  | -                    | -                    | -                    | -             | -             | -             | 38     | 17     |
| 2021–22            | «Брешія»           | B                  | 19+1      | 4+1       | КІ                 | 1                  | 0                  | -                    | -                    | -                    | -             | -             | -             | 21     | 5      |
| 2022–23            | «Брешія»           | B                  | 37+2      | 8+0       | КІ                 | 1                  | 1                  | -                    | -                    | -                    | -             | -             | -             | 40     | 9      |
| Усього за «Брешію» | Усього за «Брешію» | Усього за «Брешію» | 115+4     | 28+1      |                    | 4                  | 2                  |                      | -                    | -                    |               | -             | -             | 123    | 31     |
| 2023–24            | «Осер»             | Л2                 | 35        | 10        | КФ                 | 3                  | 2                  | -                    | -                    | -                    | -             | -             | -             | 38     | 12     |
| 2024–25            | «Осер»             | Л1                 | 26        | 2         | КФ                 | 1                  | 0                  | -                    | -                    | -                    | -             | -             | -             | 27     | 2      |
| Усього за «Осер»   | Усього за «Осер»   | Усього за «Осер»   | 109       | 15        |                    | 14                 | 5                  |                      | -                    | -                    |               | -             | -             | 123    | 20     |
| 2025–26            | «Серветт»          | СЛ                 | -         | -         | КШ                 | -                  | -                  | ЛЄ                   | -                    | -                    | -             | -             | -             | -      | -      |
| Усього за кар'єру  | Усього за кар'єру  | Усього за кар'єру  | 310+4     | 83+1      |                    | 21                 | 8                  |                      | -                    | -                    |               | -             | -             | 335    | 92     |